# Ascension (Gorillaz)
Ascension è un singolo del gruppo musicale britannico Gorillaz, pubblicato il 23 marzo 2017 come quarto estratto dal quinto album in studio Humanz.

## Descrizione
Seconda traccia dell'album, il brano ha visto la partecipazione vocale del rapper statunitense Vince Staples.

## Tracce
Testi e musiche dei Gorillaz e Vince Staples.
Download digitale
1. Ascension (feat. Vince Staples) – 2:35

Download digitale – remix
1. Ascension (feat. Vince Staples) (Nic Fanciulli Remix) – 6:09

## Formazione
Musicisti
- Gorillaz – voce, strumentazione
- Vince Staples – voce
- The Humanz – voci aggiuntive

Produzione
- Gorillaz, The Twilite Tone of DAP, Remi Kabaka – produzione
- Stephen Sedgwick – ingegneria del suono, missaggio
- Michale Law Thomas – ingegneria del suono aggiuntiva
- Samuel Egglenton – assistenza tecnica agli Studio 13
- KT Pipal – assistenza tecnica ai Mission Sound
- Casey Cuyao – assistenza tecnica ai 4220 Feng Shui Studio
- John Davis – mastering

## Classifiche
| Classifica (2017)      | Posizione massima |
| ---------------------- | ----------------- |
| Regno Unito            | 91                |
| Regno Unito (download) | 84                |
| Scozia                 | 89                |